# Більченко Євгенія Віталіївна
Євгенія Віталіївна Більченко (нар. 4 жовтня 1980, Київ) — російська поетеса українського походження, прозаїк, культуролог, філософ, перекладачка, доктор культурології, кандидат педагогічних наук, колишня професорка кафедри культурології факультету філософської освіти та науки Національного педагогічного університету імені М. П. Драгоманова, проросійська колаборантка, звинувачувана в організації мережі коригувальників вогню, фігурантка бази «Миротворець». Член Міжнародної академії літератури і мистецтв України, Конгресу літераторів України.

## Біографія
У 1997—2001 роках навчалась на культурологічному факультеті КНУ культури і мистецтв. Спеціальність: «культуролог, викладач теорії та історії культури». З 2002 року — аспірантка кафедри культурології Національного педагогічного університету імені М. П. Драгоманова. 2006 року захистила кандидатську дисертацію з релігійно-освітньої проблематики Київської Русі, у 2012 році — докторську дисертацію з проблематики діалогу культур у сучасному суспільстві.
Починаючи з 2009 публікує вірші російською мовою в українських журналах, видає власні поетичні збірки та перекладає вірші українських поетів російською мовою. 2017 року заснувала літературно-поетичну студію у Києві.
До 2021 року викладала Національному педагогічного університету імені М. П. Драгоманова. Звільнена після антиукраїнських висловлювань, що набули широкого розголосу. Наприкінці 2021 року переїхала до Росії.

## Політика
Сама Більченко характеризує себе як «клятий космополіт, російський поет, український громадянин, лівий філософ Європи, антиглобаліст, анархіст, постмодерніст, пацифіст і лузер» (рос. Я — проклятый космополит, русский поэт, украинский гражданин, левый философ Европы, антиглобалист, анархист, постмодернист, пацифист и лузер).
Початково Більченко була однією з прихильниць Євромайдану і навіть присвятила йому вірш «Я — хлопчик, Я сплю, згорнувшись у труні калачиком…», опублікований 21 лютого 2014, який набув популярності в українському сегменті Інтернету. За власними заявами, вона була волонтером організації «Правий сектор», оскільки знайшла однодумців ліберального штибу в його лавах. Втім уже в травні 2014 Є. Більченко опублікувала вірш, в якому російсько-українську війну назвала «громадянською».
Починаючи з 2016 року Є. Більченко починає займати все більш агресивну позицію щодо української мови та політики. Так, у грудні 2016 назвала боротьбу за українські цінності «рагулізацією», а перехід громадян України на українську мову «істерикою неофітів», яка є для неї «смішною і сумною». У 2017 році в інтерв'ю російському виданню Страна UA Більченко заявила про «розчарування» у Євромайдані, та допомогу сепаратистам ЛДНР. А 2018 року Більченко остаточно «розкаялася» в тому, що брала участь у Революції гідності і попросила «вибачення» у світу, Донбасу та Одеси, а українську владу назвала «тоталітарним режимом, олігархами та нацистами», українсько-російську війну — «громадянською».
В цей час Є. Більченко вже зазнає критики патріотичних сил. Так, 26 липня 2017 Є. Більченко потрапила до списку сайту «Миротворець», а в серпні 2017 C. Стерненко домігся скасування творчого вечора Євгенії Більченко. Ці обставини, однак не завадили Є. Більченко надалі викладати в Університеті ім. Драгоманова до 2021 року, оскільки керівництво університету вважало, що «кожен громадянин має право на свободу думки, слова, на вільне вираження своїх поглядів». На захист Є. Більченко став і відомий російський пропагандист Захар Прилєпін.
У 2021 заяви Є. Більченко стають ще агресивнішими. Так, 23 січня 2021 Більченко назвала Закон України «Про забезпечення функціонування української мови як державної» «звичайним фашизмом», а наступного дня записала звернення до президента України Володимира Зеленського, Більченко поскаржилась на переслідування за політичною і національною ознакою, та за «вільне висловлювання своєї думки». Лише після цього, 26 січня 2021 обурення діями Є. Більченко висловив Голова Первинної профспілкової організації працівників НПУ імені М. П. Драгоманова професор І. Т. Горбачук, у лютому 2021, Є. Більченко «відсторонили від викладання лекцій» в університеті, а у липні 2021 — остаточно звільнили.
Після звільнення Є. Більченко переїхала до Росії. Звідти вона скаржилася на цькування в РФ, а 26 лютого 2022 року, після початку російського вторгнення в Україну, закликала українських військових здійснити державний переворот та повалити чинну владу України.

## Кримінальне провадження
25 серпня 2022 року Печерською окружною прокуратурою міста Києва Більченко повідомлено про підозру у державній зраді, створенні на замовлення російських спецслужб мережі агентів для отримання даних про розташування ЗСУ та тероборони, дії спрямовані на насильницьку зміну чи повалення конституційного ладу, заперечення збройної агресії РФ проти України. Також про підозру повідомлено двом її спільникам.

## Творчий доробок
Публікувалася в часописах: «Золотой век» (Київ), «Ренессанс» (Київ), «Art-ШУМ» (Дніпропетровськ), «Литера_Dnepr» (Днепропетровск), «Склянка часу» (Канів — Мьонхенгладбах), «Дети Ра» (Москва), «Зинзивер» (Санкт-Петербург), «Писатель. XXI век» (Санкт-Петербург), «Ковчег» (Ростов-на-Дону), «Север» (Петрозаводськ), «Дарьял» (Владикавказ) тощо. Окремі твори друкувалися в альманахах «Современный Ренессанс» (Київ), «Каштановый дом» (Київ), «Золотая Ника» (Одеса), «Крылья» (Луганськ), «Пушкинское кольцо — 2010» (Черкаси), «Семейка» (Вупперталь), в антологіях «Пушкинская осень в Одессе — 2009» (2009), «Мы помним… (1945—2010)» (2010), «Согласование времен 2010. Поэзия» (2011), «Лит-Ё» (2012).  Україномовні твори публікувалися в часописах «Золота доба» (Київ), «Просто неба» (Львів), в альманахах «Ну що б здавалося слова…» (Київ), «Витоки» (Острог), в антології «Літпошта (збірка молодої поезії, і не тільки…)» (2009).
Автор 15 поетичних збірок, 2 одноосібних монографій, близько 150 наукових статей. Стипендіат Верховної Ради 2015—2016 років. Розробник авторської магістерської програми для студентів спеціальності «Культурологія» за напрямом «Прикладна культурологія: проблеми полікультурності і толерантності» (чинна з 1 вересня 2016 року).
Вірші автора в перекладі українською мовою В. Богуславської опубліковано в антології «А українською — так» (2010). 
Переклади (Євгенія Більченко, Любов Лібуркіна, Тамара Гордієнко) поезій Ігоря Павлюка опубліковано книгою «Исповедь последнего волхва» (Санкт-Петербург: Алетейя, 2012).
Збірки поезій
- Бильченко Е. Моя революция. — К.: Український клуб, 2009. — 136 с.
- Бильченко Е. Крыжановский Ю. Александрия-208. Киев-Донецк,: Издательство НОРД-ПРЕСС, 2010. — 116 с.
- Бильченко Е. История болезни. — Донецк: Издательство НОРД-ПРЕСС, 2011. — 110 с.
- Павлюк И. Исповедь последнего волхва. Переводы Евгении Бильченко, Любови Либуркиной, Тамары Гордиенко. — СПб.: Алетейя, 2012. — 172 с.
- Бильченко Е. ПОСТлирика.- Харьков: Слово, 2012. — 97 с.
- Бильченко Е. Две Жени. — Киев-Донецк: НОРД-Пресс, 2012. — 112 с.
- Бильченко Е. Василиса и Петроград. — Киев-Донецк: Издательство БВЛ, 2013. — 148 с.
- Бильченко Е. В. Кто я? — СПб: Группа «МИД», 2014. — 52 с.
- Бильченко Е., Сенчило А., Крыжановский Ю., Липольц Т. ЧЕЛО ВЕЧНОСТИ. — Киев-Донецк: Издательство БВЛ, 2014. — 152 с.
- Бильченко Е. Чили. — К.: Издательство БВЛ, 2015. — 180 с.
- Бильченко Е. Соло для медвежонка. — СПб: АураИнфо, 2015. — 32 с.
- Бильченко Е. Список кораблей. — Харьков: Слово, 2015. — 190 с.
- Бильченко Е. Давидка и Дашка: Дневник. — К.: Издателсьтво БВЛ, 2016. — 82с.
- Вселенная № 8: Пьеса в трех актах / Сенчило А., Шеина Т., Бильченко Е. и др. — К.: Друкарский двор Олега Федорова, 2016. — 192 с.
- Бильченко Е. Избранное. — К.: Друкарский двор Олега Федорова, 2016. — 160 с.

## Науковий доробок
До березня 2021 року (коли її відсторонили від викладання на період розслідування її українофобських висловлювань) Більченко була професором філософії Національного педагогічного університету імені М. П. Драгоманова.
Дисертації
- Більченко Є. В. Педагогічні погляди Климента Смолятича в контексті діалогу культур. Автореф. дис… канд. пед. наук: 13.00.01 / Національний педагогічний ун-т ім. М. П. Драгоманова. — К., 2006. — 20 с.
- Більченко Є. В. Педагогічні погляди Климента Смолятича в контексті діалогу культур. Дис… канд. пед. наук: 13.00.01 / Національний педагогічний ун-т ім. М. П. Драгоманова. — К., 2006. — 228 арк.
- Більченко Є. В. Культурологічний дискурс філософії діалогу: Чужий. Інший. Ближній. Третій: автореф. дис … д-ра культурології: 26.00.01 / Національна академія керівних кадрів культури і мистецтв. — Київ, 2011 . — 28 с.

Монографії
- Більченко Є. В. Чужий. Інший. Ближній. Філософія діалогу як філософія Третього. — К.: НПУ імені М. П. Драгоманова, 2010. — 388 с. — ISBN 978-966-660-627-6
- Більченко Є. В. Людина без історії. — К.: Видавець Білявський, 2015. — 371 с.
- Людина в сучасному цивілізаційному вимірі: філософсько-культурологічні та етико-естетичні виміри: монографія / М. М. Бровко, Л. Д. Бабушка, Є. В. Більченко та інші. — Ніжин: ТОВ «Видавництво „Аспект-Поліграф“», 2014. — С. 25-54.

## Нагороди й відзнаки
- Переможниця Всеукраїнського літературного конкурсу «Витоки» (Острог, 2009) у номінації «Поезія» (1 місце).
- Лауреатка Всеукраїнського літературного фестивалю «Краснодонские горизонты» (Краснодон, 2009) у номінації «Рубленое мясо поэзии».
- Переможниця літературного конкурсу в рамках Всеукраїнського літературного фестивалю «Пушкинское кольцо» (Черкаси, 2010; 3 місце).
- Переможниця Турніру поетів «Летающая крыша» в рамках Всеукраїнського літературного фестивалю «Пушкинское кольцо» (Черкаси, 2010; 2 місце).
- Лауреатка Всеукраїнського фестивалю поезії «Підкова Пегаса» (Вінниця, 2010).
- Гран-прі Міжнародного літературного фестивалю імені Н. Хаткіної «Cambala» (Донецьк, 2010; 1 місце).
- Переможниця Всеукраїнського літературного конкурсу «Малахитовый носорог» (Вінниця, 2010; 3 місце).
- Переможниця Міжнародного літературного конкурсу «Согласование времен» (Франкфурт-на-Майні, 2010) у номінації «Поэзия» (2 місце).
- Золота авторка Міжнародного літературного конкурсу «Согласование времен».
- Переможниця поетичного слему в рамках Всеукраїнського поетичного фестивалю «Ан Т-Р-Акт: СЕРЕБРЯНОЕ ВЕКО» (Херсон, 2011; 1 місце).
- Гран-прі Всеукраїнського відкритого фестивалю поезії «АВАЛгард» (Харків, 2012).
- Лауреатка Всеукраїнського фестивалю поезії «Ватерлінія» (Миколаїв, 2012; 2 місце).
- Гран-прі Всеукраїнського фестивалю поезії «Підкова Пегаса» (Вінниця, 2012; гран-прі).
- Лауреатка та член журі фестивалю «Ан Т-Р-Акт» (Херсон, 20-21 квітня 2013).
- Лауреатка Ювілейного 10-го Міжнародного літературного фестивалю «Петербургські мости»(Санкт-Петербург, 2013).
- Лауреатка Кубку Великого Слему (Харьков, 2013).
- Лауреатка внутрішньовидавничої премії «Перлинова зернина» за книгу віршів «Хто я?» (Санкт-Петербург, 2014).
- Лауреатка Міжнародної премії імені Миколи Гоголя за талановитий поетичний внесок у розвиток діалогу культур (2015);
- Найкраща авторка міжнародного літературно-мистецького журналу «Склянка часу»/«Zeitglas» (2015).
- Лауреатка Міжнародної премії імені Григорія Сковороди за творчу діяльність та громадянську позицію (2016).